# Wapen van Nieuwkoop

Wapen van Nieuwkoop

Het wapen van Nieuwkoop is het gemeentelijk wapen van de Nederlandse gemeente Nieuwkoop (Zuid-Holland). De gemeente Nieuwkoop bestaat sinds 1 januari 2007 in de huidige vorm en kreeg het wapen op 23 november 2007 toegekend. In het wapen komen elementen uit wapens van voorgaande gemeentes terug.
Nieuwkoop is echter ook de naam van een oudere gemeente, uit het wapen van de oude gemeente Nieuwkoop komt het belangrijkste element, een gebroken karrenwiel, weer terug in het huidige wapen.

## Geschiedenis
De gemeente Nieuwkoop heeft twee wapens gehad, het eerste wapen werd in ieder geval in de 18e eeuw als zijnde goud op sabel gevoerd. Hoe en wanneer dat wapen is ontstaan is niet bekend.
Het tweede wapen werd op 13 december 2006 per brief aangevraagd naar aanleiding van de gemeentelijke fusie van 1 januari 2007, die bij wet op 26 mei 2006 al vastgesteld was. De Stuurgroep Nieuwkoop heeft als wapen een samengesteld wapen voorgesteld. Het wapen zou de wapens van de drie fusiegemeentes bevatten, een van die wapens was op diens beurt zelf al samengesteld. Omdat dit wapen te veel elementen zou bevatten heeft de Hoge Raad van Adel voorgesteld om uit elk wapen een van de belangrijkste elementen op te nemen. Het door de toekomstige gemeente voorgestelde wapen was gevierendeeld, dat heeft de Hoge Raad van Adel wel in haar voorstel meegenomen. Omdat de nieuwe gemeente het gehele wapen van Nieuwveen op wilde nemen is uiteindelijk besloten om zowel de ster als de bellen met dwarsbalk goudkleurig te maken. Hier werd toe besloten omdat de bellen met dwarsstreep zeer waarschijnlijk een barensteel vormden en daarmee dus een heraldische eenheid vormen met de ster.
Het huidige wapen toont elementen uit vier voorgaande gemeentes. Van de wapens van de voorgaande gemeentes zijn alleen de meest karakteristieke elementen in het wapen geplaatst. Doordat het wapen gekwartierd is is per kwartier aan te geven uit welk wapen dat element komt: 
1. Een gouden rad uit het oude wapen van Nieuwkoop
2. De dubbelkoppige adelaar uit het wapen van Zevenhoven en het linkerdeel van het wapen van Liemeer. Deze werd in 1991 foutief rood afgebeeld op het wapen van Liemeer, de eigenlijke adelaar van Zevenhoven was zwart.
3. De vos uit het wapen van Ter Aar
4. Het gehele wapen van Nieuwveen en het rechterdeel van het wapen van Liemeer.

## Blazoeneringen
Doordat de gemeente een keer is gefuseerd is er een nieuw wapen ontworpen, hierdoor zijn er twee beschrijvingen door de Hoge Raad van Adel uitgeschreven.

### Eerste wapen
Op 24 juli 1816 kreeg de gemeente Nieuwkoop de volgende beschrijving toegekend:
Van keel, beladen met 3 sautoirs, in het midden met een gebroken rad, alles van goud.
Het schild is rood van kleur met daarop een geheel gouden voorstelling. De voorstelling bestaat uit drie schuinkruisen: twee in het schildhoofd en een in het midden van de schildvoet. Tussen deze drie kruisen in het midden van het schild een gebroken rad of wagenwiel. Niet vermeld is de kroon bestaande uit vijf fleurons

### Tweede wapen
De nieuwe, huidige, gemeente Nieuwkoop ontstond op 1 januari 2007. De gemeente ontving per Koninklijk Besluit op 23 november 2007 het huidige gemeentewapen. De beschrijving van het huidige wapen luidt als volgt:
Gevierendeeld; I in keel een gebroken rad van goud; II in goud een dubbelkoppige adelaar van keel; III in goud een klimmende vos van keel; IV in keel een achtpuntige ster, boven vergezeld van een verkorte dwarsstreep met drie afhangende bellen, alles van goud. Het schild gedekt met een gouden kroon van vijf bladeren.
Dit wapen bestaat uit vier aparte delen. Het eerste deel is rood van kleur met daarop een gouden gebroken rad. Het tweede deel is goud van kleur met daarop een rode dubbelkoppige adelaar. Het derde deel is eveneens goud van kleur met daarop een rode klimmende, op de achterpoten staande, vos. Het vierde deel is rood van kleur met daarop een gouden dwarsbalk met drie hangende gouden bellen. Daaronder een gouden achtpuntige ster.

## Verwante wapens

Eerste wapen van Nieuwkoop
Zevenhoven
Liemeer
Nieuwveen
Ter Aar